# Ист Лос Анђелес (Калифорнија)
Ист Лос Анђелес (енгл. East Los Angeles) насељено је место без административног статуса у америчкој савезној држави Калифорнија.

## Демографија
По попису из 2010. године број становника је 126.496, што је 2.213 (1,8%) становника више него 2000. године.
| Група             | 2000.           | 2010.           |
| Белци             | 2.275 (1,8%)    | 1.917 (1,5%)    |
| Афроамериканци    | 490 (0,4%)      | 817 (0,6%)      |
| Азијати           | 962 (0,8%)      | 1.144 (0,9%)    |
| Хиспаноамериканци | 120.307 (96,8%) | 122.784 (97,1%) |
| Укупно            | 124.283         | 126.496         |